# 塔拉瓦條約
塔拉瓦條約（英語：Treaty of Tarawa）是1979年9月20日美國與剛獨立的吉里巴斯共和國在吉里巴斯塔拉瓦環礁簽訂的一個友好條約，該條約標題為「吉里巴斯，友好條約與領土主權，1979年9月20日」（Kiribati, Treaty of Friendship and Territorial Sovereignty, September 20, 1979），副標題為「美利堅合眾國與吉里巴斯共和國間的友好條約」（Treaty of Friendship Between the United States of America and the Republic of Kiribati）。此條約中，美國承認吉里巴斯擁有14座島嶼的主權，但保有在阿巴里靈阿環礁（即坎頓島）、恩德伯里島與奧羅納環礁三島繼續使用軍事基地的權利，且吉里巴斯不得在未經美國同意之下將這14座島嶼借予第三國作軍事用途。1983年6月21日，美國國會批准了此條約，同年9月23日，兩國於斐濟首都蘇瓦交換條約批准文書，使條約正式生效。

## 涉及島嶼
此14座島嶼中，坎頓與恩德伯里島原為英國與美國共管，其他有些島屬於萊恩群島，有為美國基於鳥糞島嶼法所佔的無人島，也有些屬於英國保護國吉尔伯特和埃利斯群岛（即吉里巴斯與吐瓦魯的前身）。

| - 伯尼島 - 阿巴里靈阿環礁（坎頓島） - 加羅林島 - 聖誕島 - 恩德伯里島 - 弗林特島 - 尼庫馬羅羅環礁 | - 奧羅納環礁 - 莫爾登島 - 麥基恩島 - 拉瓦基環礁 - 斯塔巴克島 - 曼拉島 - 沃斯托克島 |